# Антрацикліни

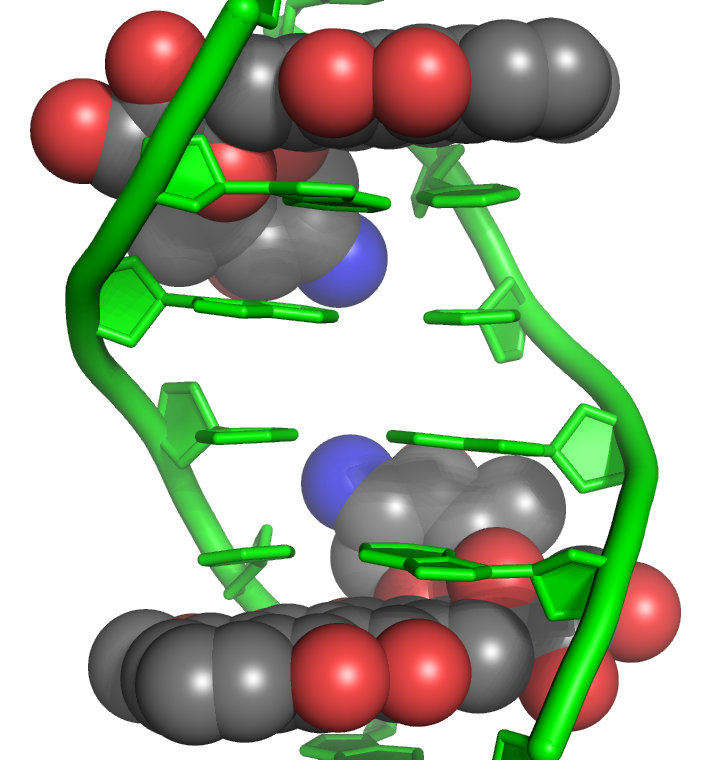
Доксорубіцин як інтеркалюючий агент. Дві молекули доксорубіцину вбудовані в ДНК.

Антрацикліни — це клас препаратів, що використовуються в хіміотерапії злоякісних пухлин, які отримують з бактерій Стрептоміцетів. Ці сполуки використовуються для лікування багатьох видів раку, включаючи лейкемію, лімфоми, рак молочної залози, шлунка, матки, яєчників, сечового міхура та рак легенів. Першим відкритим антрацикліном був даунорубіцин (торгова назва Daunomycin), який у природних умовах виробляється Streptomyces peucetius, видом Актинобактерій. Клінічно найбільш важливими антрациклінами є доксорубіцин, даунорубіцин, епірубіцин та ідарубіцин.
Антрацикліни є одними з найефективніших протипухлинних препаратів, коли-небудь розроблених, і ефективні проти більшої кількості типів раку, ніж будь-який інший клас хіміотерапевтичних засобів. Їх основним побічним ефектом є кардіотоксичність, що значно обмежує їх корисність. Також було показано, що застосування антрациклінів суттєво пов'язане з тяжкою або фебрильною нейтропенією 1 циклу. Інші побічні ефекти включають блювоту.
Препарати діють головним чином шляхом інтеркаляції в ДНК і перешкоджають метаболізму ДНК і виробленню РНК. Цитотоксичність зумовлена головним чином інгібуванням топоізомерази II після того, як фермент індукує розрив ДНК, запобігаючи повторному розриву та призводячи до загибелі клітини. Основною структурою антрациклінів є тетрациклічна молекула з антрахіноновим каркасом, з'єднаним із цукровим фрагментом глікозидним зв'язком. Коли клітина поглинає чотирикільцеву структуру, вона вставляється між парами основ ДНК, тоді як цукор знаходиться в незначній борозенці та взаємодіє з сусідніми парами основ.

## Історія
Даунорубіцин - це червоний пігментований препарат, який був відкритий на початку 1960-х років. Він був виділений зі штаму Streptomyces peucetius Ді Марко та його колегами, які працювали на дослідницькі лабораторії Farmitalia в Італії, і назвали його дауноміцин. Приблизно в той же час Дюбост і його колеги у Франції також відкрили цю сполуку і назвали її рубідоміцином. Даунорубіцин був прийнятий як міжнародна назва. Спочатку було виявлено, що він має активність проти мишачих пухлин, а потім у клінічних випробуваннях було встановлено, що він активний проти лейкемії та лімфом.
Доксорубіцин був виділений з мутованого варіанту S. peucetius (var. caesius). Він відрізняється від даунорубіцину лише додаванням гідроксильної групи в положенні вуглецю 14. Ця модифікація значно змінює активність препарату, роблячи його високоефективним проти широкого спектру солідних пухлин, лейкемії та лімфом. Це стандарт, за яким оцінюють нові антрацикліни.